# Stazione di Yachiyodai
La Stazione di Yachiyodai (八千代台駅?, Yachiyodai-eki) è una stazione ferroviaria della città di Yachiyo, nella prefettura di Chiba, in Giappone, e serve la linea principale Keisei delle ferrovie Keisei.

## Linee
Ferrovie Keisei
● Linea principale Keisei

## Struttura
La stazione è dotata di 4 binari in superficie con due banchine a isola collegate al fabbricato viaggiatori situato al piano superiore da scale fisse, mobili e ascensori.
| 1-2 | ■ Linea principale Keisei | per Funabashi, Aoto, Nippori, Keisei Ueno per Oshiage, linea Asakusa e linea Keikyū principale |
| 3-4 | ■ Linea principale Keisei | per Keisei Sakura, Narita Aeroporto e Higashi-Narita                                           |

## Stazioni adiacenti
| «                       | Servizio                                                     | »                       |
| Linea Keisei principale | Linea Keisei principale                                      | Linea Keisei principale |
| ----------------------- | ------------------------------------------------------------ | ----------------------- |
| Mimomi                  | ■ Locale ■ Rapido                                            | Keisei Ōwada            |
| Keisei Tsudanuma        | ■ Espresso Limitato ■ Esp. Lim. pendolari ■ Esp. Lim. Rapido | Katsutadai              |